# Ingolf di Rosenborg
Ingolf di Rosenborg (nome completo in danese Ingolf Christian Frederik Knud Harald Gorm Gustav Viggo Valdemar Aage; Kongens Lyngby, 17 febbraio 1940) è un conte danese, cugino di Margherita II.

## Biografia

### Gioventù
Il conte Ingolf è nato con il titolo di principe il 17 febbraio 1940 nel Palazzo di Sorgenfri a Kongens Lyngby, secondogenito dei principi Knud e Carolina Matilde.
Nel 1947, quando suo zio divenne re con il nome di Federico IX, Ingolf si posizionò al secondo posto nella linea di successione al trono dopo il padre. Tuttavia, nel 1953, venne soppiantato dalle cugine Margherita, Benedetta e Anna Maria, a causa dell'Atto di Successione che permetteva alle figlie femmine di un re di ereditare il trono in assenza di figli maschi.
Per compensare questa modifica costituzionale, venne concessa a Ingolf un'indennità fissa, così come a suo padre. Svolse i suoi studi in campo agrario e fu insignito dell'Ordine dell'Elefante nel 1961.

### Matrimoni

#### Prime nozze
Il 13 gennaio 1968 si ammogliò con Inge Terney (21 febbraio 1938 - 21 luglio 1996), una donna non nobile. Avendo poche probabilità di ereditate il trono, non chiese al re il permesso per sposarla. Di conseguenza perse i suoi diritti di successione e gli venne conferito il titolo di conte di Rosenborg, sebbene il padre avesse provato a convincere Federico IX a mantenergli il titolo principesco. Rimase vedovo nel 1996.

#### Seconde nozze

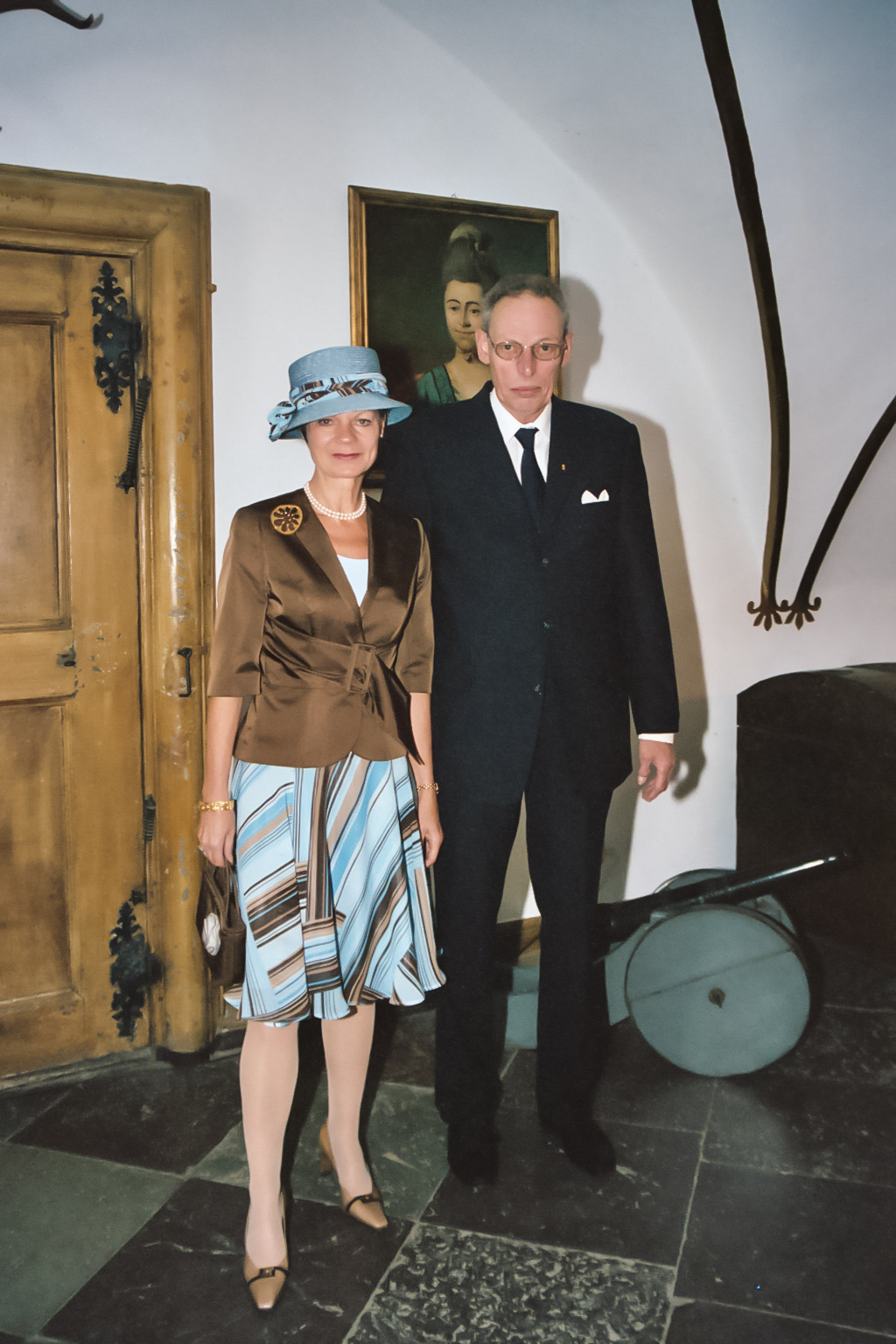
Ingolf e la seconda moglie nel 2005

Il 7 marzo 1998 sposò in seconde nozze l'avvocata Sussie Hjorhøy Pedersen (20 febbraio 1950), presso il municipio di Egtved. Partecipa con la moglie agli eventi della famiglia reale danese.

### Attività

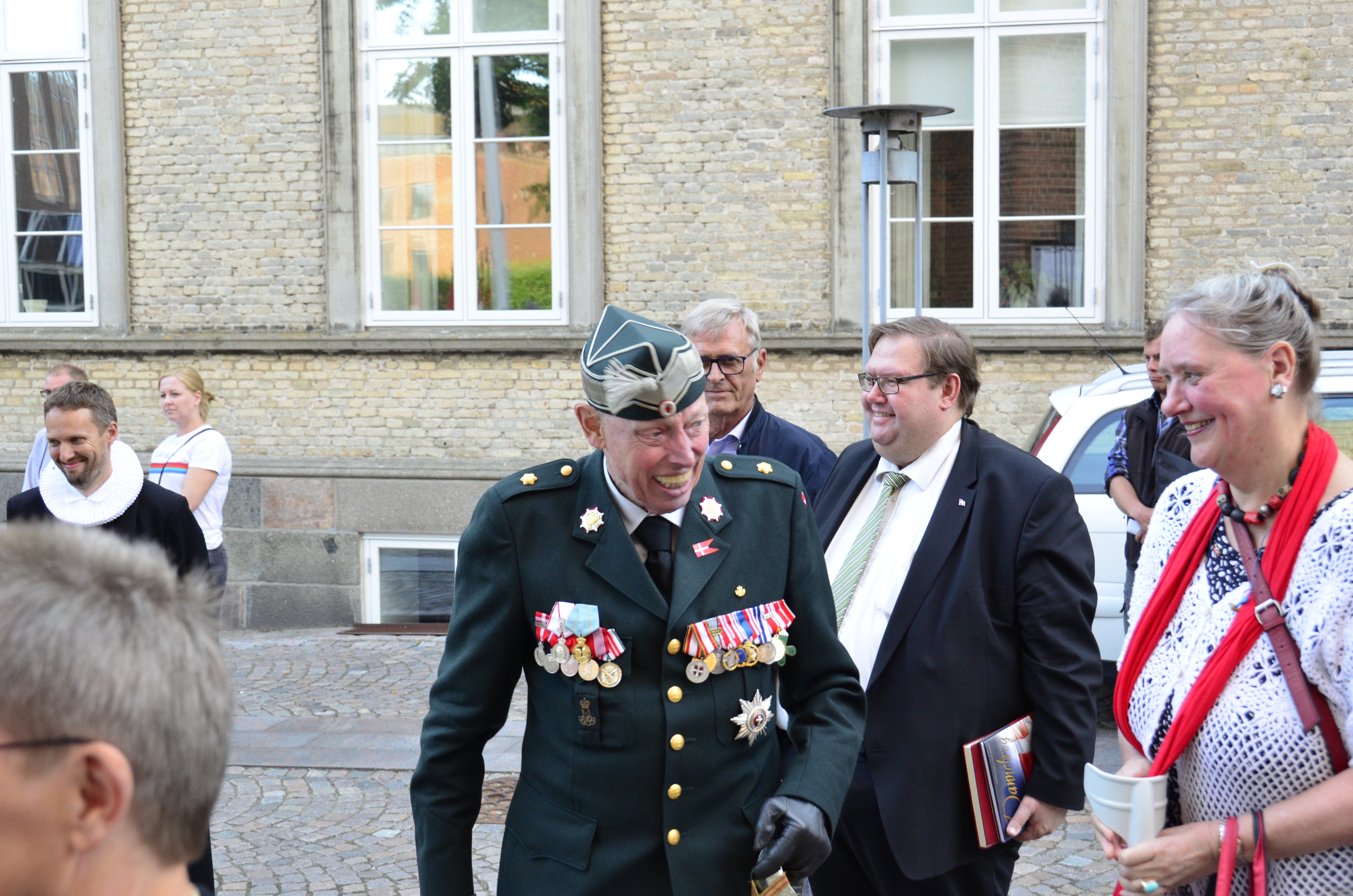
Il conte Ingolf a Kolding nel 2018

I suoi incarichi ufficiali riguardano soprattutto il settore dell'agricoltura e della difesa. Ricopre il grado di maggiore nella Kongelige Livgarde e si è sempre interessato allo Jutland Meridionale. Patrono dell'Associazione della Guardia Nazionale, nel 1997 ne ha istituito la medaglia al merito.
Possiede due abitazioni estive a Blåvand e una a Børkop, acquistate tra il 2009 e il 2015. Ha abitato e gestito la tenuta di Egeland dal 1967 al 2022. In seguito al suo trasferimento ha venduto all'asta trentanove oggetti d'arte appartenuti alla sua famiglia, nel marzo 2023.

## Patrocini
- Corpo Scout Danese nello Schleswig meridionale;[1]
- Museo della Riunificazione e del Confine;[1]
- Comitato dello Schleswig meridionale del 5 maggio 1945;[1]
- Associazione della Guardia Nazionale;[6]
- Marcia del francobollo di Natale.[10]

## Titoli e trattamento
- 17 febbraio 1940 - 17 giugno 1944: Sua Altezza, il principe Ingolf di Danimarca e Islanda
- 17 giugno 1944 - 13 gennaio 1968: Sua Altezza, il principe Ingolf di Danimarca
- 13 gennaio 1968 - attuale: Sua Eccellenza, il conte Ingolf di Rosenborg

## Ascendenza
|                                                            |                            |                                                                 | Genitori                                                    |  |  | Nonni |  |  | Bisnonni                   |  |  | Trisnonni                 |  |
|                                                            |                            |                                                                 |                                                             |  |  |       |  |  | Federico VIII di Danimarca |  |  | Cristiano IX di Danimarca |  |
|                                                            |                            |                                                                 |                                                             |  |  |       |  |  | Federico VIII di Danimarca |  |  | Cristiano IX di Danimarca |  |
|                                                            |                            | Luisa d'Assia-Kassel                                            |                                                             |  |  |       |  |  | Federico VIII di Danimarca |  |  |                           |  |
| Cristiano X di Danimarca                                   |                            |                                                                 |                                                             |  |  |       |  |  | Federico VIII di Danimarca |  |  |                           |  |
|                                                            |                            | Luisa di Svezia                                                 | Carlo XV di Svezia                                          |  |  |       |  |  |                            |  |  |                           |  |
|                                                            |                            | Luisa di Svezia                                                 | Carlo XV di Svezia                                          |  |  |       |  |  |                            |  |  |                           |  |
|                                                            |                            | Luisa di Svezia                                                 | Luisa dei Paesi Bassi                                       |  |  |       |  |  |                            |  |  |                           |  |
| Knud di Danimarca                                          |                            | Luisa di Svezia                                                 |                                                             |  |  |       |  |  |                            |  |  |                           |  |
|                                                            |                            | Federico Francesco III di Meclemburgo-Schwerin                  | Federico Francesco II di Meclemburgo-Schwerin               |  |  |       |  |  |                            |  |  |                           |  |
|                                                            |                            | Federico Francesco III di Meclemburgo-Schwerin                  | Federico Francesco II di Meclemburgo-Schwerin               |  |  |       |  |  |                            |  |  |                           |  |
|                                                            |                            | Federico Francesco III di Meclemburgo-Schwerin                  | Augusta di Reuss-Köstritz                                   |  |  |       |  |  |                            |  |  |                           |  |
| Alessandrina di Meclemburgo-Schwerin                       |                            | Federico Francesco III di Meclemburgo-Schwerin                  |                                                             |  |  |       |  |  |                            |  |  |                           |  |
|                                                            |                            | Anastasija Michajlovna Romanova                                 | Michail Nikolaevič Romanov                                  |  |  |       |  |  |                            |  |  |                           |  |
|                                                            |                            | Anastasija Michajlovna Romanova                                 | Michail Nikolaevič Romanov                                  |  |  |       |  |  |                            |  |  |                           |  |
|                                                            |                            | Anastasija Michajlovna Romanova                                 | Cecilia di Baden                                            |  |  |       |  |  |                            |  |  |                           |  |
| Ingolf di Rosenborg                                        |                            | Anastasija Michajlovna Romanova                                 |                                                             |  |  |       |  |  |                            |  |  |                           |  |
|                                                            | Federico VIII di Danimarca | Cristiano IX di Danimarca                                       |                                                             |  |  |       |  |  |                            |  |  |                           |  |
|                                                            | Federico VIII di Danimarca | Cristiano IX di Danimarca                                       |                                                             |  |  |       |  |  |                            |  |  |                           |  |
|                                                            | Federico VIII di Danimarca | Luisa d'Assia-Kassel                                            |                                                             |  |  |       |  |  |                            |  |  |                           |  |
| Harald di Danimarca                                        | Federico VIII di Danimarca |                                                                 |                                                             |  |  |       |  |  |                            |  |  |                           |  |
|                                                            |                            | Luisa di Svezia                                                 | Carlo XV di Svezia                                          |  |  |       |  |  |                            |  |  |                           |  |
|                                                            |                            | Luisa di Svezia                                                 | Carlo XV di Svezia                                          |  |  |       |  |  |                            |  |  |                           |  |
|                                                            |                            | Luisa di Svezia                                                 | Luisa dei Paesi Bassi                                       |  |  |       |  |  |                            |  |  |                           |  |
| Carolina Matilde di Danimarca                              |                            | Luisa di Svezia                                                 |                                                             |  |  |       |  |  |                            |  |  |                           |  |
|                                                            |                            | Federico Ferdinando di Schleswig-Holstein-Sonderburg-Glücksburg | Federico di Schleswig-Holstein-Sonderburg-Glücksburg        |  |  |       |  |  |                            |  |  |                           |  |
|                                                            |                            | Federico Ferdinando di Schleswig-Holstein-Sonderburg-Glücksburg | Federico di Schleswig-Holstein-Sonderburg-Glücksburg        |  |  |       |  |  |                            |  |  |                           |  |
|                                                            |                            | Federico Ferdinando di Schleswig-Holstein-Sonderburg-Glücksburg | Adelaide di Schaumburg-Lippe                                |  |  |       |  |  |                            |  |  |                           |  |
| Elena Adelaide di Schleswig-Holstein-Sonderburg-Glücksburg |                            | Federico Ferdinando di Schleswig-Holstein-Sonderburg-Glücksburg |                                                             |  |  |       |  |  |                            |  |  |                           |  |
|                                                            |                            | Carolina Matilde di Schleswig-Holstein-Sonderburg-Augustenburg  | Federico VIII di Schleswig-Holstein-Sonderburg-Augustenburg |  |  |       |  |  |                            |  |  |                           |  |
|                                                            |                            | Carolina Matilde di Schleswig-Holstein-Sonderburg-Augustenburg  | Federico VIII di Schleswig-Holstein-Sonderburg-Augustenburg |  |  |       |  |  |                            |  |  |                           |  |
|                                                            |                            | Carolina Matilde di Schleswig-Holstein-Sonderburg-Augustenburg  | Adelaide di Hohenlohe-Langenburg                            |  |  |       |  |  |                            |  |  |                           |  |
|                                                            |                            | Carolina Matilde di Schleswig-Holstein-Sonderburg-Augustenburg  |                                                             |  |  |       |  |  |                            |  |  |                           |  |